# Förgyllda Vinfatet

Förgyllda Vinfatet (även kallat Styckefatet) var en vinkällare som på 1600- och 1700-talet låg vid Västerlånggatan i kvarteret Cybele i Gamla stan, Stockholm.

## Historik

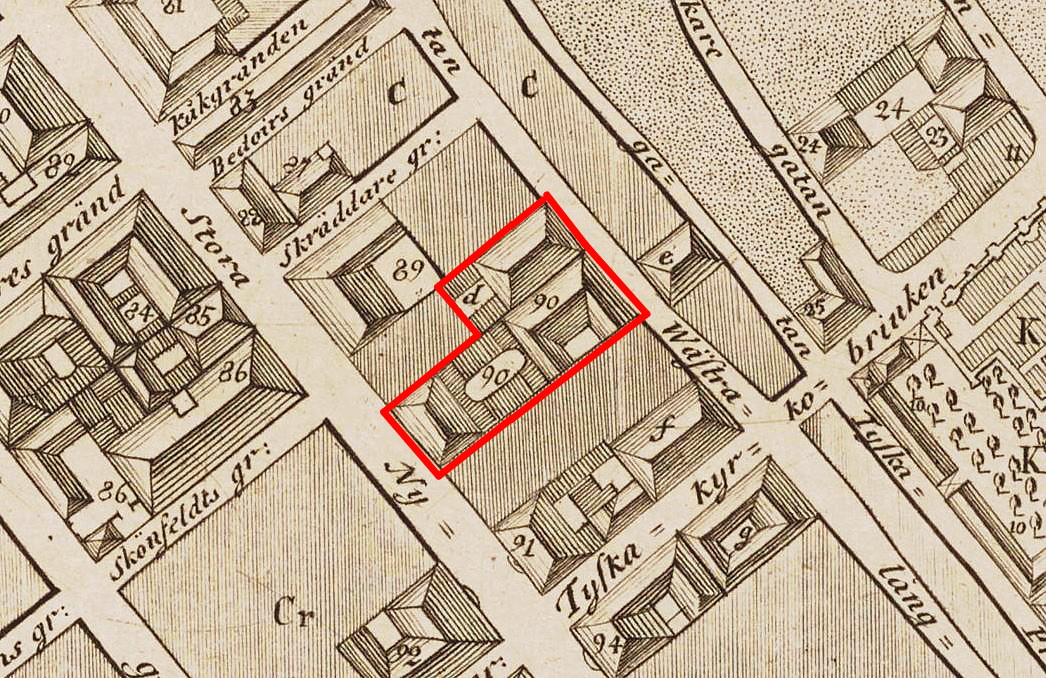
Cybele enligt Jonas Brolin (med von Langenbergs hus och vinkällare), 1771.

Förgyllda Vinfatet hörde till Stockholms kända vinkällare under 1600-talet. Stället var beläget ungefär vid dagens Västerlånggatan nr 42, mitt i kvarteret Cybele. Den tidigast kände vinskänken på Förgyllda Vinfatet var den från Tyskland härstammande Hans Heinrich Schmeer (död 1712). Han titulerade sig ”kongl. källarmästare” (hovkällarmästare) och fick burskap i Stockholm år 1664. Under hans tid kallades vinkällaren Styckefatet uppkallat efter tyskans Stückfass som var ett äldre volymmått för vin. Efter Schmeers död fortsatte hans änka, Sara von Allstedt, att driva verksamheten. Stället omnämns som ”Förgylta Tunnan” av poeten Johan Runius: Lik en magnet förgylta Tunnan drog…
På samma ställe redovisar kartografen Jonas Brolin 1771 Källaren Förgylde Winfatet som troligen är identiskt med Styckefatet. Intill hade hovkällarmästaren Elias von Langenberg den äldre (1720–1790) ett stenhus som sträckte sig från Västerlånggatan till Stora Nygatan. Han var hovkällarmästare i tjänst hos Gustav III och drev troligen även Förgyllda Vinfatet. Han lät 1762 uppföra herrgården Riddersvik som sitt och familjens sommarnöje vid Mälaren utanför Stockholm.